# Die Tat ohne Zeugen
Die Tat ohne Zeugen ist ein US-amerikanisches Stummfilmkriminaldrama aus dem Jahre 1925 von D. W. Griffith mit Carol Dempster in der Titelrolle des Royle-Mädchens. W. C. Fields spielte eine komisch angehauchte Nebenrolle als ihr ständig betrunkener Vater. Die Geschichte basiert auf dem ebenfalls 1925 erschienenen Roman That Royle Girl von Edwin Balmer.

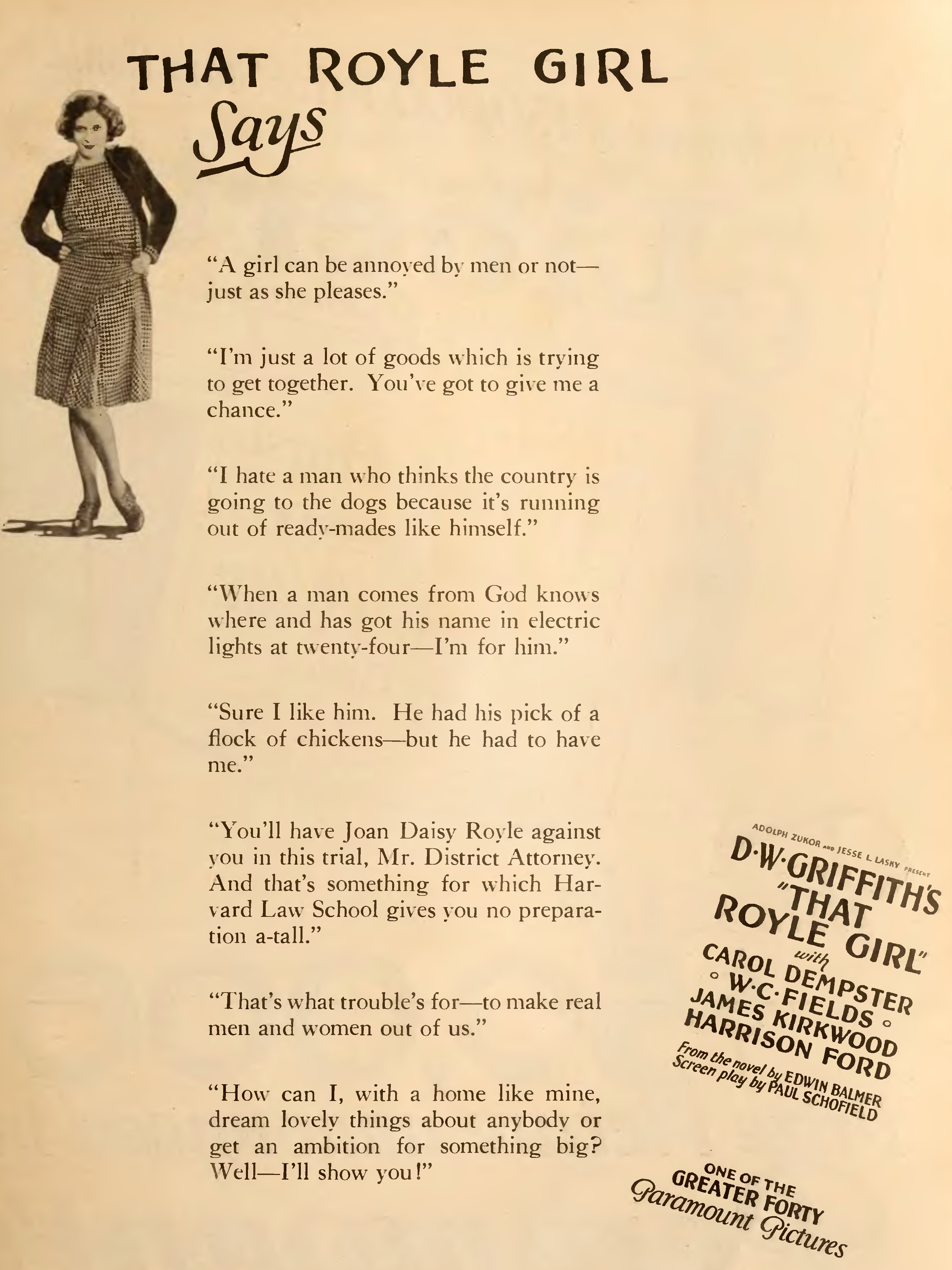
Werbeanzeige zum Film

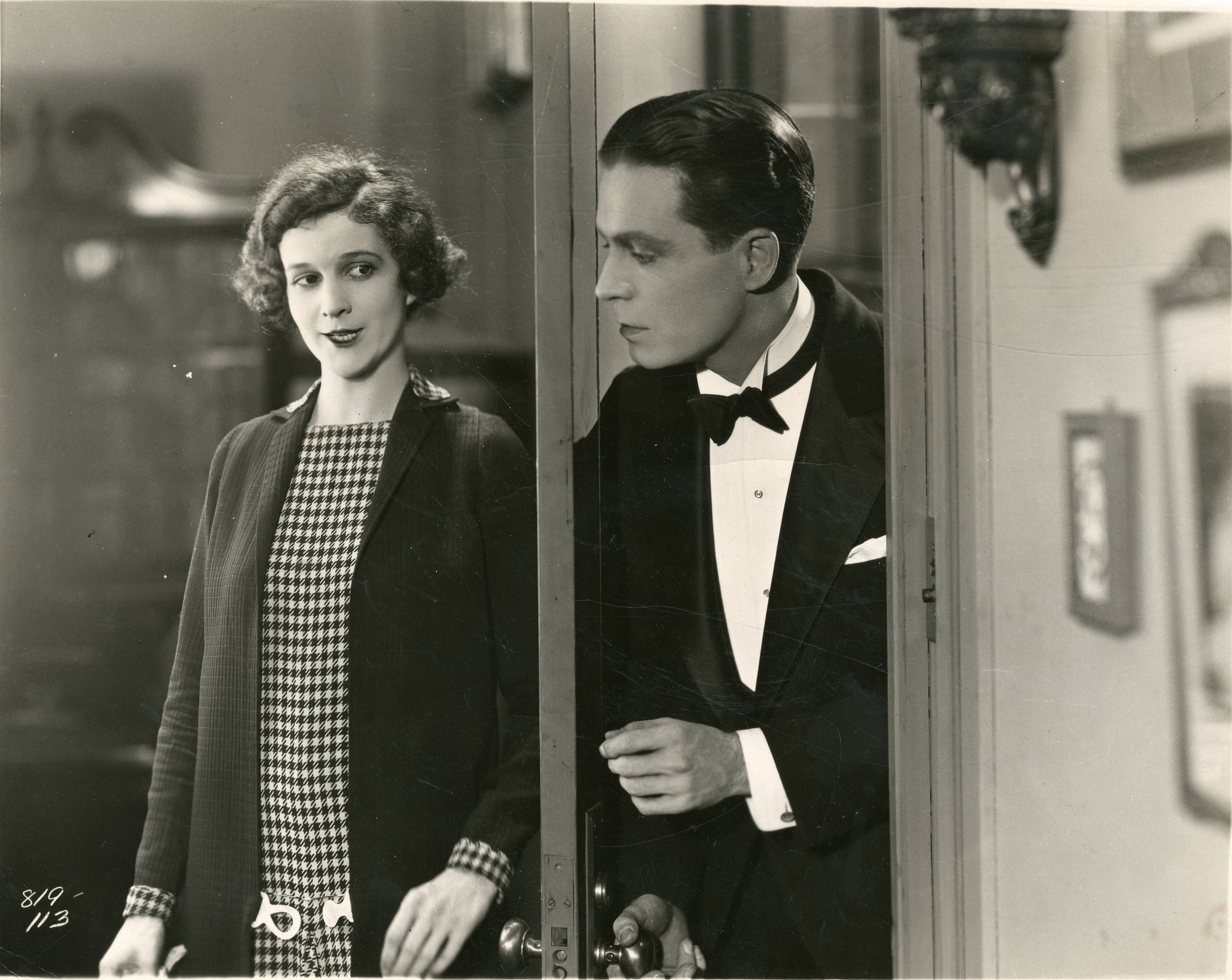
Aushangfoto zum Film

## Handlung
Die zerbrechlich wirkende Joan Daisy Royle, die sich als Zeitungsmädchen durchschlägt, ist die Tochter eines ständig betrunkenen Trickbetrügers und einer kränklichen, drogenabhängigen Mutter. Ihr Wunsch, dieser von Elend bestimmten häuslichen Welt zu entfliehen, ist übergroß. Sie schafft es, Jobs als Mannequin an Land zu ziehen, wird Teil der ortsansässigen Jazz- und Charleston-Szene und verliebt sich schließlich in Fred Ketlar, den von seiner Ehefrau Adele getrennt lebenden Leiters eines Chicagoer Tanzorchesters und Jazzmusikers. Als eines Tages Adele tot aufgefunden wird, fällt der Verdacht sofort auf Ketlar und er wird verhaftet. Der puritanische, stellvertretende Bezirksstaatsanwalt Calvin Clarke, der den Fall betreut, zeigt hier besonderen Ehrgeiz. Während seiner Ermittlungen verliebt er sich in Joan Daisy hingezogen, obwohl sie als Zeugin der Verteidigung auftritt. 
Ketlar wird zum Tode verurteilt, und während der Tag seiner Hinrichtung gnadenlos näherrückt, arbeitet Daisy verzweifelt daran, ihn zu retten. Als sie erfährt, dass der Gangster George Baretta, der heimliche Geliebte Adeles, der wahre Täter ist, erregt sie seine Aufmerksamkeit und weckt so die Eifersucht seiner Geliebten. In dem infolgedessen aufkommenden Streit mit seinem Mädchen gesteht Baretta die Tat, doch die sich versteckt haltende Daisy, die den Staatsanwalt telefonisch über ihre Entdeckung in Kenntnis setzen konnte, wird entdeckt und von Baretta in einem Keller eingesperrt. Ein gewaltiger Wirbelsturm kommt auf und zerstört das Gebäude. Gangster George wird, nachdem der Sturm abgezogen ist, geborgen und verhaftet. Joan Daisy ist in Sicherheit. Clarke findet sie, und beide heiraten. Der freigelassene Ketlar findet sein Glück in einem Chormädchen.

## Produktionsnotizen
Gedreht in Chicago, feierte Die Tat ohne Zeugen seine Weltpremiere am 30. November 1925. Massenstart war am 7. Dezember desselben Jahres. In Österreich lief der Streifen ab dem 31. Dezember 1926 unter dem Titel Charleston, Liebe und Mord. Wann die deutsche Premiere war, ist derzeit nicht bekannt.
Die Filmbauten schuf Charles Kirk.
Allein die Zyklon-Szene gegen Ende des Films soll nahezu eine Viertelmillion Dollar gekostet haben, der gesamte Film etwa 595.000 Dollar.

## Kritiken
Die zeitgenössischen US-Kritiken sollen überwiegend negativ gewesen sein.
In The Macleod Times (Alberta) hieß es hingegen: „Dies ist ein erstaunlich aufrichtiger Film vom Leben in Unterweltskreisen einer großen amerikanischen Stadt, wo es bezüglich Geld und Moral heißt “easy come, easy go.” (…) Die Geschichte hat ein überraschendes Ende, und, unter der Regie D.W. Griffiths und mit einer ausgezeichneten Besetzung, ist dies ohne Zweifel einer der stärksten und dramatischsten Filme dieser Spielzeit.“
Die Salzburger Chronik resümierte: „‚Charleston, Liebe und Mord‘ ist so recht ein Film, bei dem man das Gruseln lernen kann. (…) Die Szenen sind wirksam arrangiert, die Ausstattung gut.“. 